# Tadmor (rivière)
Pour les articles homonymes, voir Tadmor (homonymie).
La rivière Tadmor (anglais : Tadmor River) est une rivière du district de Tasman, la région de Tasman, de l’Ile du Sud de la Nouvelle-Zélande et un affluent du fleuve Motueka. 

## Géographie
Elle s’écoule vers le nord à partir de sa source dans la chaîne de «Hope Range» pour atteindre le fleuve Motueka à trois kilomètres au nord-ouest de Tapawera.